# Jules Le Berquier
Ambroise-Jules Le Berquier, né à Rogerville le 24 mars 1819 et mort à Paris le 24 février 1886, est un avocat français.

## Biographie
Fils d'un cultivateur de Rogerville (Seine-Inférieure), Jules Le Berquier est élève au collège de Rouen avant d'étudier le droit. Le 19 avril 1842, il est inscrit comme avocat à la Cour d'appel de Paris. Secrétaire de la Conférence des avocats du barreau de Paris en 1846-1847 puis membre du conseil de l'ordre dès les années 1860, il en sera élu bâtonnier en 1884.
En 1852, il se fait connaître en rédigeant un mémoire destiné à réfuter la légalité du décret du 23 janvier confisquant les biens de la maison d'Orléans. Il deviendra par la suite le conseiller juridique et le défenseur des héritiers de Louis-Philippe. Auteur d'ouvrages de référence sur l'administration municipale en général et sur celle de la capitale en particulier, il rédige également des études sur le barreau de Paris pour la Revue des deux Mondes et édite les Plaidoyers et discours de Paillet, dont il a été le disciple.
Opposant notoire à la Commune, orléaniste rallié à la République dans le sillage libéral et modéré du centre gauche, Le Berquier se présente à la députation lors du scrutin du 8 février avec le soutien du Journal des débats. Malgré l'échec de cette tentative, il est l'un des candidats de l'Union parisienne de la presse lors des élections législatives complémentaires du 2 juillet 1871. Il obtient cependant moins de 88.000 voix et n'est pas élu à l'Assemblée nationale.
Souffrant de problèmes de santé depuis plusieurs mois, Jules Le Berquier meurt le 24 février 1886. Trois jours plus tard, il est inhumé au cimetière de Montmartre après des obsèques célébrées en l'église Saint-Roch.
Gendre du magistrat et homme politique orléaniste Claude-Nicolas Didelot, Jules Le Berquier est le père des avocats Edmond et Ferdinand Le Berquier.

## Sources bibliographiques
- Gustave Vapereau, Dictionnaire universel des contemporains, Paris, Hachette, 1880, p. 1107.
- Ernest Cresson, « M. Le Berquier », Bulletin annuel de l'Association amicale des secrétaires et anciens secrétaires de la Conférence des avocats à Paris, 1887, p. 152-167.